# District régional de Kitimat-Stikine
Le District régional de Kitimat-Stikine en Colombie-Britannique est situé dans le centre-ouest et le nord-ouest de la province. La création du district remonte à 1967. Avec près de 120 000 km², il est le second district régional en étendue. Mais, il est l'un des moins peuplés avec 37 000 habitants. Le siège du district est à Terrace.

## Situation
Le district de Kitimat-Stikine occupe une vaste région de près de 120 000 km2, dans le centre-ouest et le nord-ouest de la Colombie-Britannique, au Canada.

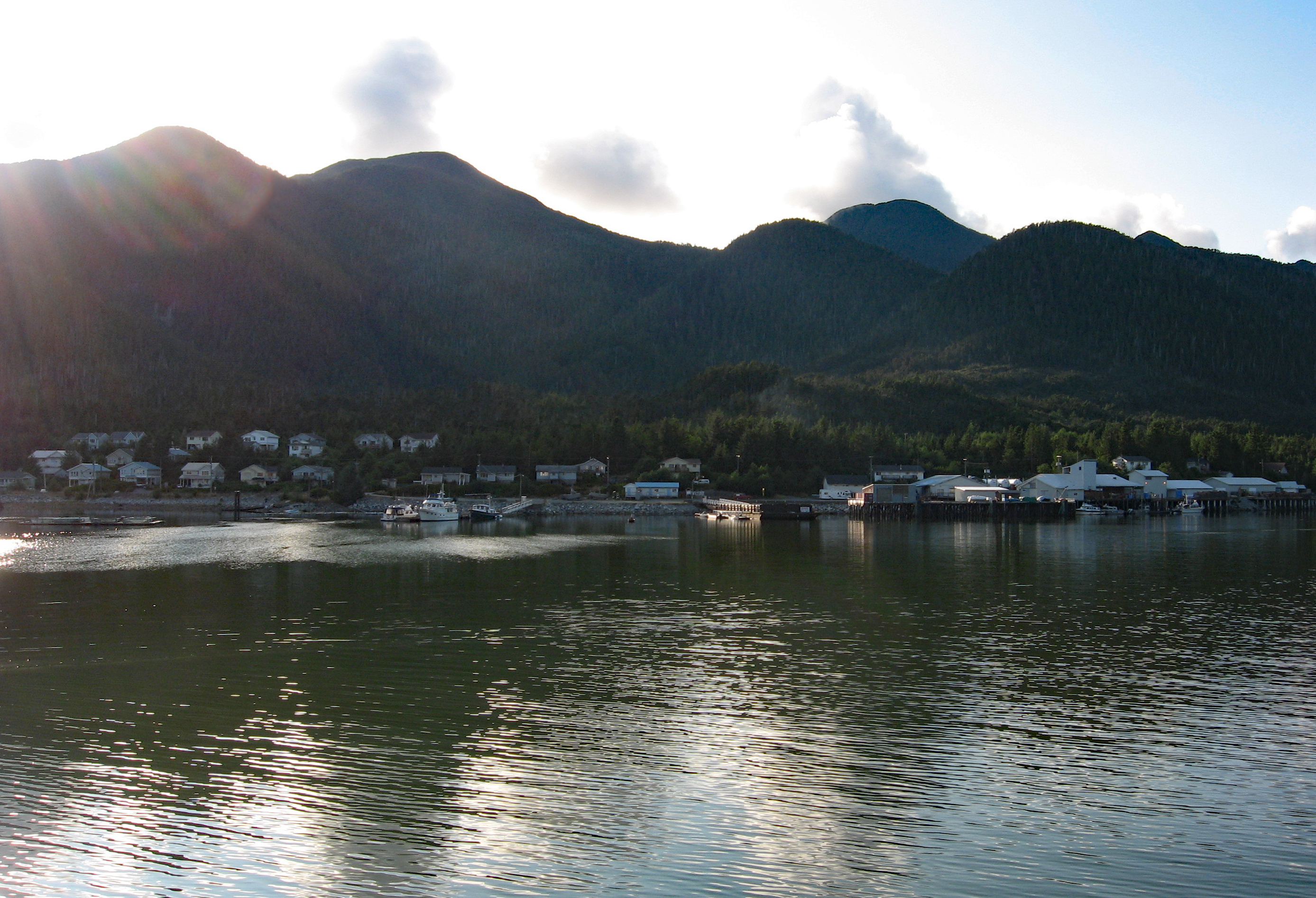
Île Swindle et le village autochtone de Klemtu, vus depuis le Passage Intérieur au sud du district.

Au sud, le chenal Mathieson marque la limite avec le district régional de Central Coast. À l'ouest, il inclut une partie de la côte nord-ouest de la Colombie-Britannique et de son archipel côtier entre les chenaux Mathieson et Douglas au niveau de la baie de la Reine Charlotte et du détroit d'Hécate. En continuant vers le nord, entre l'aval des chenaux Douglas et Portland le district de Kitimat-Stikine est bordé à l'ouest par celui de North Coast. Après un petit accès au détroit d'Hécate au niveau du chenal Portland la limite ouest du district suit la frontière internationale avec l'Alaska au niveau de la lisière côtière de Juneau. Le nord et le nord-est du district sont contigus de la région de Stikine. Au sud-est le district est bordé par le district régional de Bulkley-Nechako.

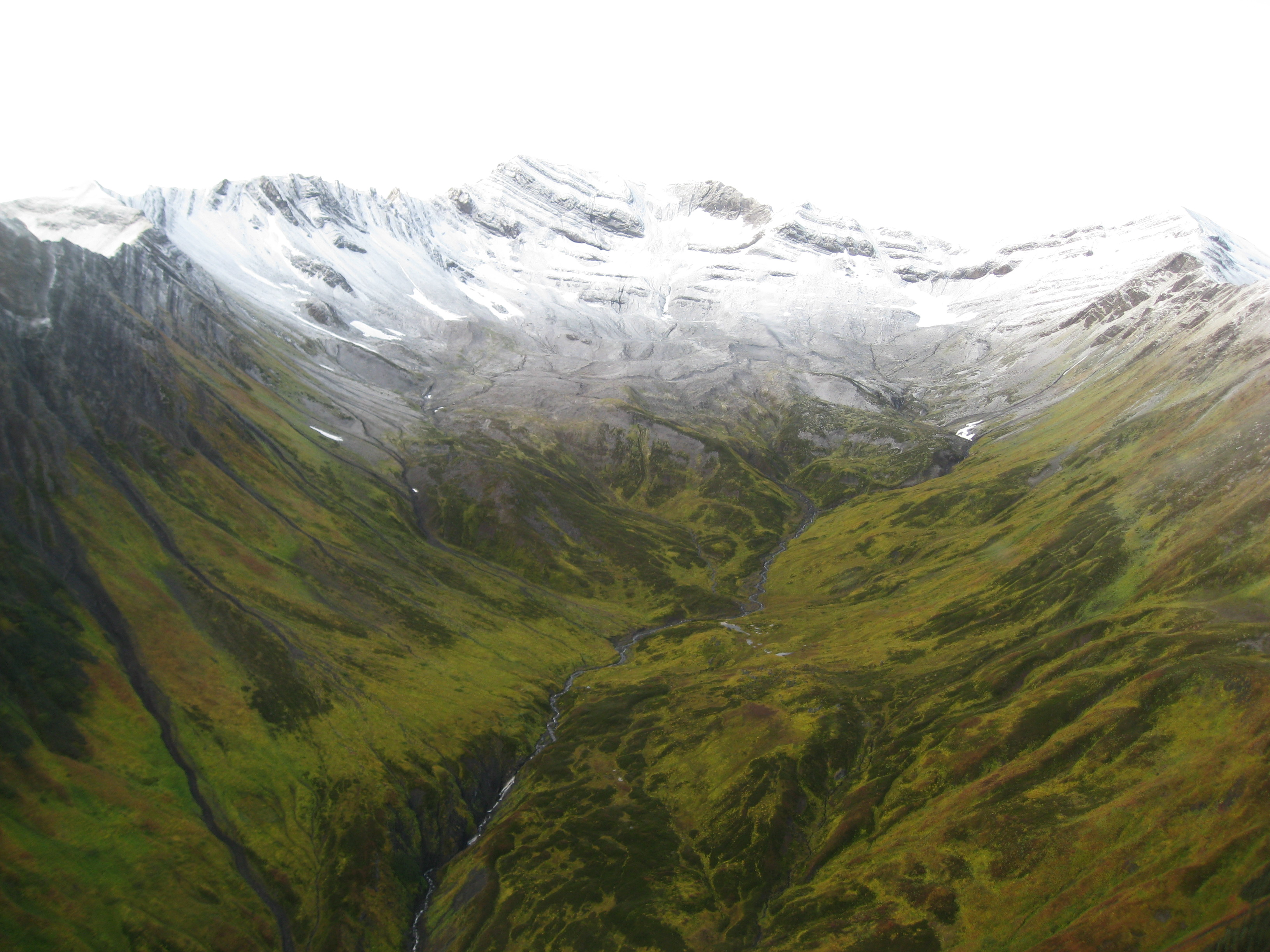
Alpage dans le bassin amont de la rivière Bell-Irving au nord du district.

Du point de vue du relief, le district recouvre des chaines de montagnes grossièrement parallèles à la côte de l'océan Pacifique. Il se situe, à l'ouest, en grande partie sur la chaîne Côtière qui atteint 3 136 m au mont Ratz. Au nord-est, il couvre une partie du plateau de Stikine, de la chaîne des Cassiars et du chaînon Skeena. La chaîne Hazelton couvre le centre-est du district, elle atteint 2 755 m aux pics des Sept-Sœurs,
Le district régional de Kitimat-Stikine occupe une grande partie des bassins hydrographiques des fleuves côtiers du nord-ouest de la Colombie-Britannique : la Stikine, la Nass, la Skeena et de nombreux petits bassins en particulier ceux dépendant du chenal Douglas. Les fleuves et chenaux sont tantôt parallèles au relief, tantôt le recoupent,,.

## Administration
Le district régional de Kitimat-Stikine est créé le 14 septembre 1967. Il est dirigé par un directoire de 12 membres. Ils sont soit nommés, pour les municipalités, soit élus pour les aires électorales. Les aires électorales sont des zones non découpées en municipalités sur lesquelles le district exerce des compétences municipales. Le siège du district est à Terrace.
|                                     | Nombre de directeurs | Droits de vote | Population |
| ----------------------------------- | -------------------- | -------------- | ---------- |
| Municipalités                       |                      |                |            |
| Terrace                             | 2                    | 6              | 11 643     |
| Kitimat                             | 1                    | 5              | 8 131      |
| New Hazelton                        | 1                    | 1              | 580        |
| Stewart                             | 1                    | 1              | 401        |
| Hazelton                            | 1                    | 1              | 943        |
| Aires électorales                   |                      |                |            |
| A (Nass/Bell-Irving))               | 1                    | 1              | 1 900      |
| B (Kitwanga/Kispiox/Bulkley))       | 1                    | 3              | 4 421      |
| C (Butedale/Kitlope/Kitsumkalum)    | 1                    | 3              | 4 259      |
| D (Iskut/Telegraph Creek/Bob Quinn) | 1                    | 1              | 595        |
| E (Thornhill)                       | 1                    | 3              | 4 080      |
| F (Lac Dease)                       | 1                    | 1              | 414        |
| Total                               | 12                   | 26             | 37 367     |

## Démographie
La population en 2021 est de 37 790 habitants,. Elle connaît depuis les trois dernières décennies une diminution d'environ 10%.
| 1991   | 1996   | 2001   | 2006    | 2011   | 2016   | 2021   |
| ------ | ------ | ------ | ------- | ------ | ------ | ------ |
| 41 535 | 43 618 | 40 876 | 38 481, | 37 361 | 37 367 | 37 790 |

## Voies de communication

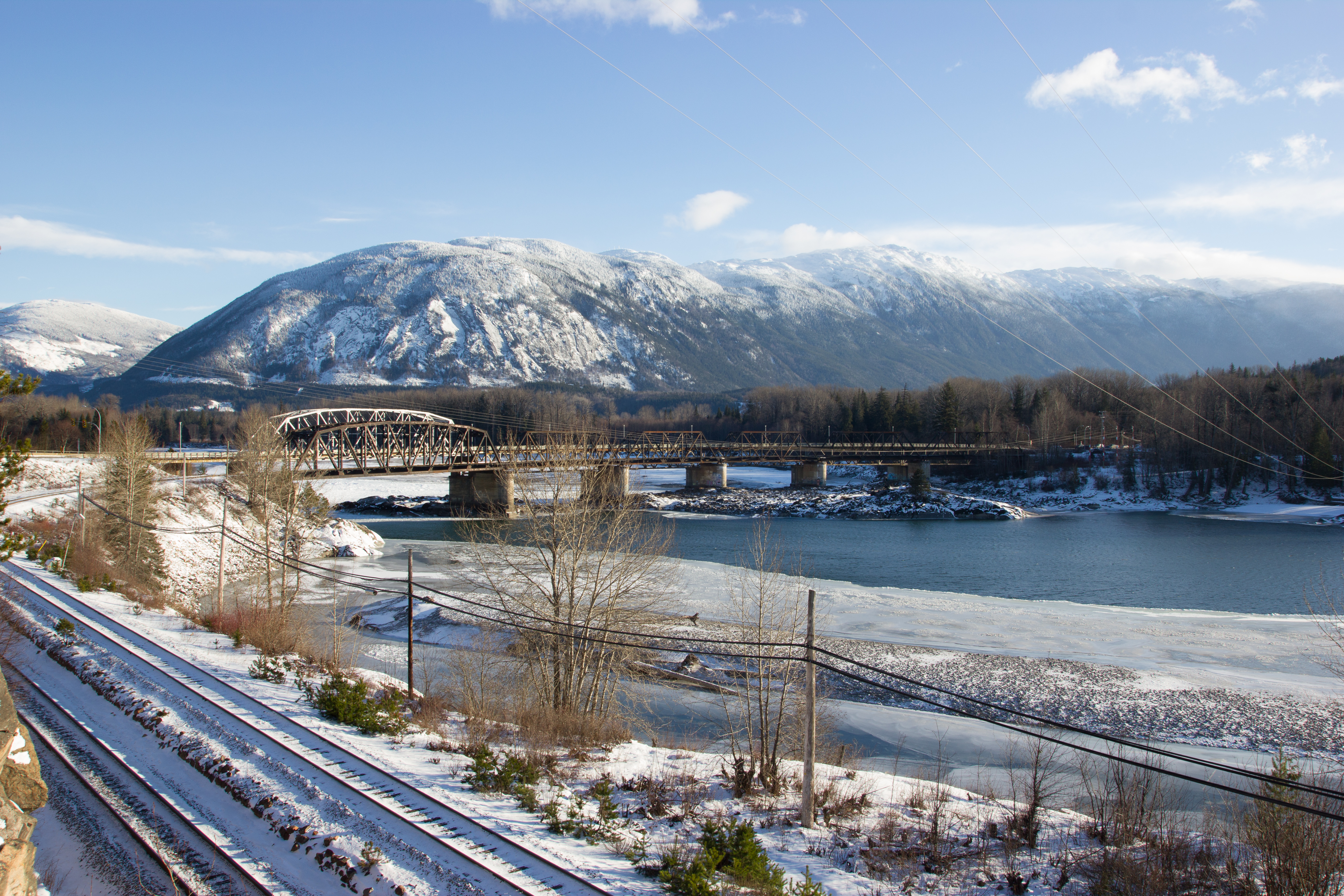
L'ancien pont sur la Skeena à Terrace et au premier plan le chemin de fer Jasper-Prince Rupert.

La vallée de la Skeena est la principale voie de communication du district. Elle est empruntée par la route transcanadienne 16 dite de Tête Jaune et la voie de chemin de fer de Jasper à Prince Rupert. Ces deux voies desservent en particulier Terrace, le chef-lieu et principale agglomération du district. Ces voies est-ouest sont pratiquement les seuls liens terrestres de communication avec le reste de la Colombie-Britannique. Axée grossièrement nord-sud la route interprovinciale 37 relie le port de Kitimat au sud, seconde ville du district au sud, au territoire du Yukon au nord en passant par Terrace. Une bifurcation de la ligne de chemin de fer relie Kitimat à Terrace,.
Deux voies maritimes desservent le district. Le chenal Douglas qui relie le port de Kitimat à la haute mer est principalement utilisé pour alimentation de l'aluminerie de la ville et l'exportation de l'aluminium. Sur le Passage Intérieur entre Port Hardy et Prince Rupert, les traversiers desservent le village amérindien de Klemtu sur l'île Swindle et indirectement le reste du district par l'intermédiaire du port de Prince Rupert. L'aéroport de Terrace permet de relier le district directement à la capitale provinciale: Vancouver ainsi qu'à Prince-George.